# Peter Ustinov

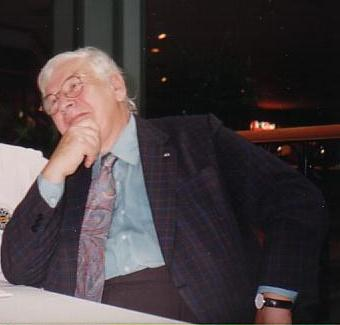
Peter Ustinov

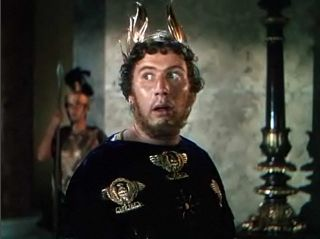
Peter Ustinov în filmul
„Quo vadis ?” (1951)

Sir Peter Ustinov (nume original: Peter Alexander Freiherr von Ustinov, n. 16 aprilie 1921, Greater London, Anglia, Regatul Unit al Marii Britanii și Irlandei – d. 28 martie 2004, Genolier, cantonul Vaud, Elveția) a fost un actor britanic, membru al Academiei de Arte frumoase din Paris, deținător al Oscarului (1960 și 1964). Von Ustinov a fost și ambasador onorific al UNICEF din anul 1971.

## Filmografie
- Hullo Fame (1940) (documentar)
- Mein Kampf — My Crimes (1940) (documentar) ca Marinus van der Lubbe (nemenționat)
- One of Our Aircraft Is Missing (1942) ca Preotul
- The Goose Steps Out (1942) - Krauss
- Let the People Sing (1942) ca Dr. Bentika
- The New Lot (1943) ca Keith (nemenționat)
- The Way Ahead (1944) (scenarist) ca Rispoli - Cafe Owner
- The True Glory (1945) (documentar)
- School for Secrets (1946) (regizor și scenarist)
- Carnival (1946) (scenarist)
- Vice Versa (1948) (scenarist, regizor și producător)
- Private Angelo (1949) (scenarist, regizor) ca Pvt. Angelo
- Odette (1950) ca Lt. Alex Rabinovich / Arnauld
- Hotel Sahara (1951) ca Emad
- Quo Vadis (1951) ca Nero
- The Magic Box (1951) ca Industry Man
- Pleasure (1952) ca Narrator (versiunea în engleză, voce, nementionat)
- The Curious Adventures of Mr. Wonderbird (1952) ca Wonderbird (versiunea în engleză, voce)
- Martin Luther (1953) ca Duke Francis of Luneberg (nemenționat)
- The Egyptian (1954) - Kaptah
- Beau Brummell (1954) ca Prince of Wales
- 1955 Nu suntem îngeri (We're No Angels) ca Jules
- Lola Montès (1955) - Circus Master
- The Wanderers (1956) ca Don Alfonso Pugliesi
- The Spies (1957) ca Michel Kiminsky
- An Angel Passed Over Brooklyn (1957) ca Mr. Bossi
- 1960 Spartacus ca Batiatus
- The Sundowners (1960) ca Rupert Venneker
- Romanoff and Juliet (1961) (scenarist, regizor) ca  Generalul
- Billy Budd (1962) (scenarist, regizor și producător) ca Edwin Fairfax Vere - Post Captain Royal Navy
- Alleman (1963) (documentar) (narator)
- Women of the World (1963) (documentar) (narator)
- 1964 Topkapi ca Arthur Simon Simpson
- The Peaches (1964) (narrator)
- John Goldfarb, Please Come Home (1965) ca King Fawz
- Lady L (1965) (scenarist, regizor) ca Prince Otto of Bavaria (nemenționat)
- The Comedians (1967)
- The Comedians in Africa (1967) ca Ambassador Manuel Pineda
- Blackbeard's Ghost (1968) - Captain Blackbeard
- Hot Millions (1968) (scenarist) ca Marcus Pendleton / Caesar Smith
- Viva Max! (1969) ca General Maximilian Rodrigues De Santos
- The Festival Game (1970) (documentar)
- Hammersmith Is Out (1972) (regizor) ca Doctor
- Big Truck and Sister Clare (1972) ca Israeli Truck Driver
- Robin Hood (1973) ca Prince John / King Richard (voce)
- One of Our Dinosaurs Is Missing (1975) ca Hnup Wan
- Logan's Run (1976) ca Old Man
- The Muppet Show (1976)
- Treasure of Matecumbe (1976) ca Dr. Ewing T. Snodgrass
- 1977 Iisus din Nazareth (miniserie TV) - Irod cel Mare
- 1977 Un taxi mauve (1977) - Taubelman
- The Mouse and His Child (1977) ca Manny the Rat (voce)
- The Last Remake of Beau Geste (1977) ca Markov
- Double Murder (1977) - Harry Hellman
- Winds of Change (1978) - Narrator (voce)
- 1978 Moarte pe Nil (Death on the Nile) - Hercule Poirot
- Thief of Baghdad (1978) ca The Caliph
- Morte no Tejo (1979) (documentar)
- Einstein's Universe (1979) (documentar)
- Ashanti (1979) ca Suleiman
- Nous maigrirons ensemble (1979) ca Victor Lasnier
- Tarka the Otter (1979) ca Narator (voce)
- Charlie Chan și Blestemul Reginei-Dragon (1981) ca Charlie Chan
- The Great Muppet Caper (1981) ca Truck Driver
- Grendel Grendel Grendel (1981) ca Grendel (voce)
- The Search for Santa Claus (1981) ca Grandfather
- Venezia, carnevale - Un amore (1982)
- 1982 Crimă sub soare (Evil Under the Sun) - Hercule Poirot
- Memed, My Hawk (1984) (scenarist, regizor) ca Abdi Aga
- Treisprezece la cină (1985) - Hercule Poirot
- Moartea joacă murdar (1986) - Hercule Poirot
- Peter Ustinov's Russia (documentar) (1986)
- Crimă în trei acte (1986) - Hercule Poirot
- Întâlnire cu moartea (1988) - Hercule Poirot
- Peep and the Big Wide World (1988) (narrator)
- Around the World in 80 Days (1989) ca Detectiv Wilbur Fix
- La Révolution française (1989) ca André-Boniface-Louis Riquetti, viconte de Mirabeau (segment "Années Lumière, Les")
- Granpa (pencil animation) (1989) ca Granpa (voice)
- There Was a Castle with Forty Dogs (1990) ca Le vétérinaire Muggione
- Lorenzo's Oil (1992) ca Professor Nikolais
- Wings of the Red Star (1993) (narator)
- The Old Curiosity Shop (1995) ca Grandfather
- The Phoenix and the Magic Carpet (1995) ca Grandfather / Phoenix (voce)
- Paths of the Gods (1995) (documentar)
- Stiff Upper Lips (1998) ca Horace
- Alice in Wonderland (1999) ca Walrus
- Animal Farm (1999) ca Old Major (voce)
- The Bachelor (1999) ca Grandad James Shannon
- My Friend as the Alien (1999) (voice)
- My Khmer Heart (2000) (documentar)
- Majestät brauchen Sonne (2000) (documentar)
- Stanley Kubrick: A Life in Pictures (2001) (documentar)
- The Will to Resist (2002)
- Luther (2003) ca Frederick the Wise
- Winter Solstice (2003) ca Hughie McLellan
- Siberia: Railroad Through the Wilderness (2004) (narator)